# Refuge des Dents du Midi
Das Refuge des Dents du Midi ist eine Biwakschachtel der Sektion Argentine des Schweizer Alpen-Clubs (SAC). Es liegt auf 2884 m am Fuss der Dents du Midi unterhalb des Gletschers «Plan Névé» auf dem Gemeindegebiet von Evionnaz im Kanton Wallis in der Schweiz.
Das Biwak bietet ein Massenlager mit 24 Schlafplätzen mit Decken. Es besitzt einen Holzofen zum Kochen und Heizen und eine ausgestattete Küche. Die Beleuchtung wird mit Solarenergie betrieben. Es gibt kein fliessendes Wasser und keine Verpflegung.
Die Lage des Refuge des Dents du Midi oberhalb des Stausees Lac de Salanfe und am Rande einer Gletscherhochebene erlaubt eine Sicht auf die Alpen vom Mont Blanc über die Walliser Alpen bis zu den Berner Alpen.

## Zustieg im Sommer
- Von Van d’En Haut (Salvan VS) in 4 bis 5 Stunden
- Von der Auberge de Salanfe (Lac de Salanfe) in etwa 2 Stunden[5]
- Von Mex VS in 5 Stunden
- Von Champéry in 7 Stunden

## Zustieg im Winter
Von Les Marécottes über den Col de la Golette in 5 bis 6 Sunden, nur bei guten Schneeverhältnissen.

## Rundwanderungen Dents du Midi
- Auberge de Salanfe – Cabane de Susanfe – Cabane d’Anthème – Auberge de Chindonne
- Cabane de Susanfe – Auberge de Salanfe – Auberge de Chindonne

## Nachbarhütten
- Cabane de Susanfe
- Refuge de Chalin

## Aufstiege
- Haute Cime
- Dent Jaune
- Cime de l’Est und weitere Gipfel der Dents du Midi